# Dentelle de Mirecourt
 (septembre 2019).

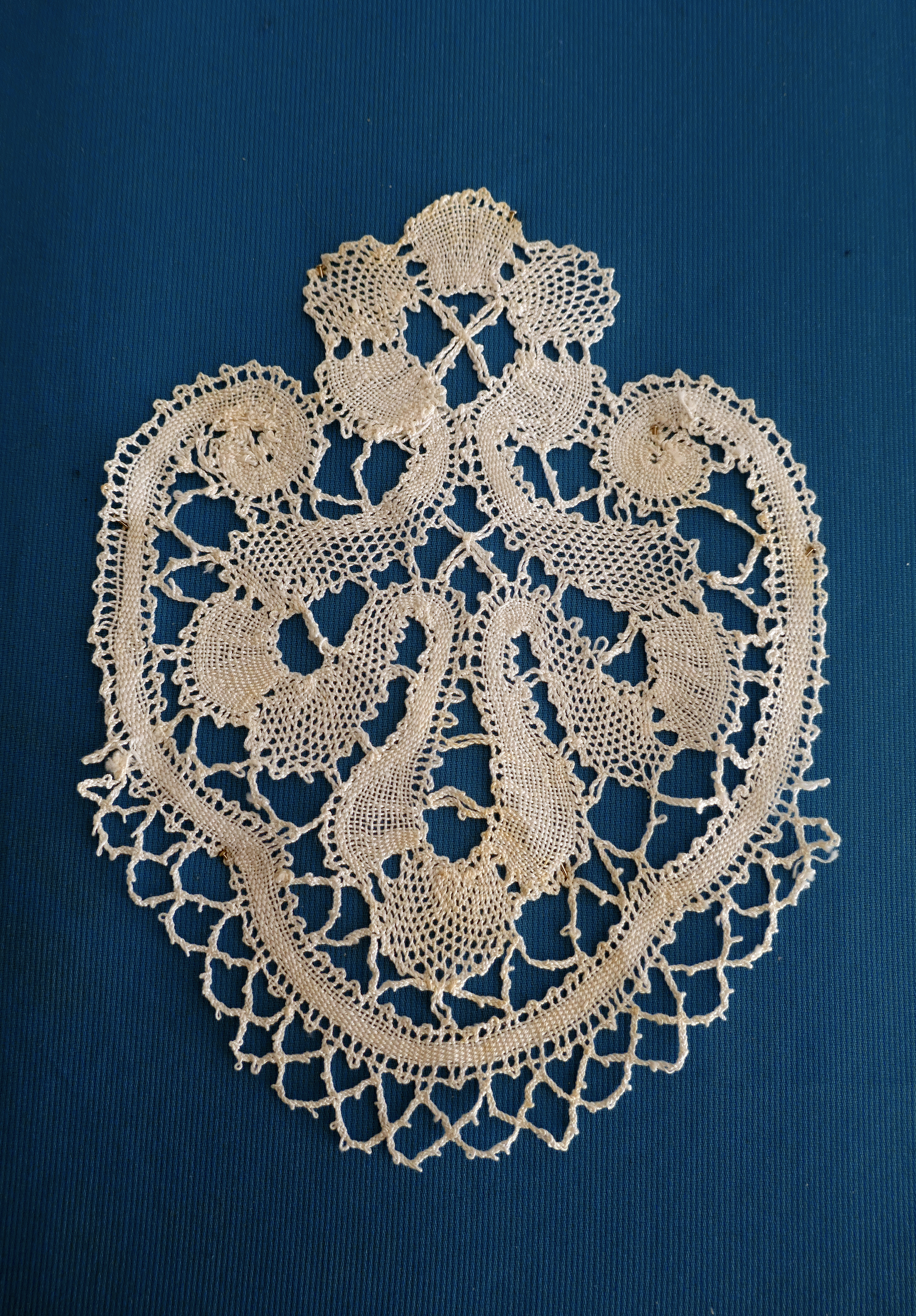
Motif de dentelle de Mirecourt.

La dentelle de Mirecourt est une dentelle aux fuseaux originaire de la ville de Mirecourt, à l'ouest du département français des Vosges.

## Historique

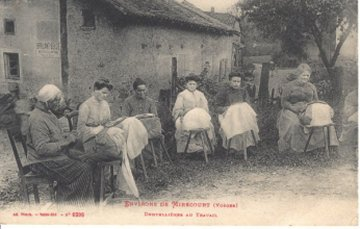
Dentellières au travail (XIXe siècle).

C'est vers les XVe et XVIe siècles que la dentelle fut introduite en Lorraine et notamment à Mirecourt par les luthiers italiens, soutenus par les ducs de Lorraine. Les femmes des villages alentour travaillaient la dentelle et la broderie avec comme spécialité le point de Venise à l’aiguille. Les dentelles sont envoyées à Paris.
- En 1599, on dispensait déjà l’apprentissage de la dentelle aux jeunes filles.
- En 1619, les religieuses de la congrégation Notre-Dame, fondée par Pierre Fourier s’engagent également dans la dentelle.
- En 1625, la ville passe un contrat avec l’hôpital pour apprendre la dentelle aux filles. Les années suivantes le nombre de dentellières augmente. On y trouve toutes les classes sociales : les orphelines, les femmes d’ouvriers et de paysans  qui y trouvent le moyen d’apporter une rentrée d’argent comme les jeunes filles qui y trouvent un moyen d’étoffer leur trousseau.

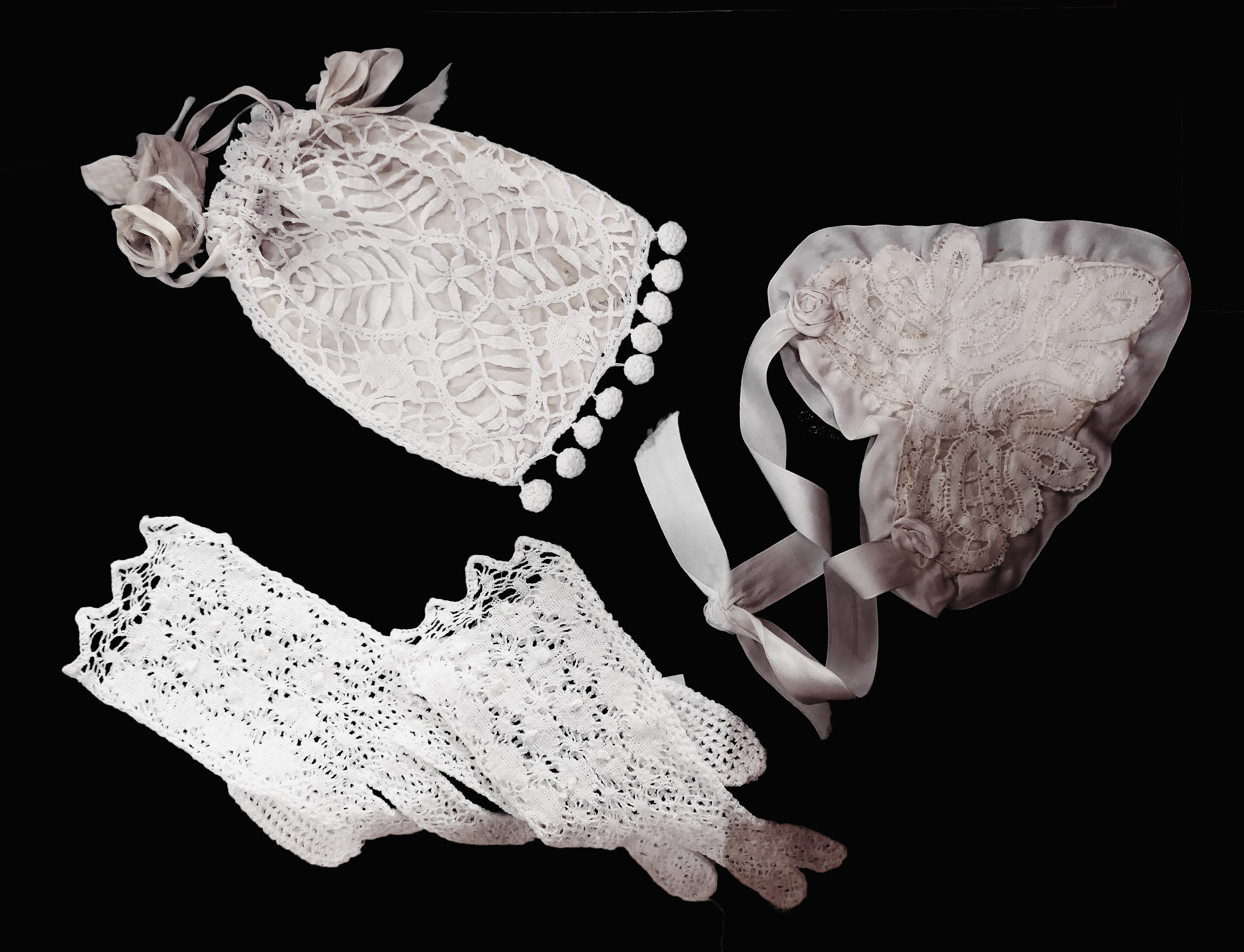
Aumonières et gants de communion.

Vers 1790, le commerce est très actif. Il est alimenté par plusieurs milliers de dentellières. Les négociants les revendaient à des marchands en gros, tandis que les colporteurs  emmenaient les dentelles vers la Suisse, l’Allemagne, les Flandres, l’Italie et l’Espagne. L’âge d'or se situe vers 1850. On dénombrait alors près de 25 000 dentellières à Mirecourt et dans les villages voisins. L’activité décline à la fin du XIXe siècle, principalement en raison de l'évolution de la mode et des mœurs.
Au milieu du XXe siècle, il ne reste à Mirecourt que quelques dentellières qui enseignèrent cet art, assurant ainsi le maintien de cette activité. 
Aujourd'hui, grâce à une association dynamique avec plus de 140 participants, Mirecourt a retrouvé sa renommée internationale avec sa dentelle aux fuseaux d'une grande finesse.
Grâce à celle-ci la dentelle renaît à Mirecourt, on y dispense des cours et organise des expositions permanentes, avec des dentellières au travail à la maison de la Dentelle.

## Technique

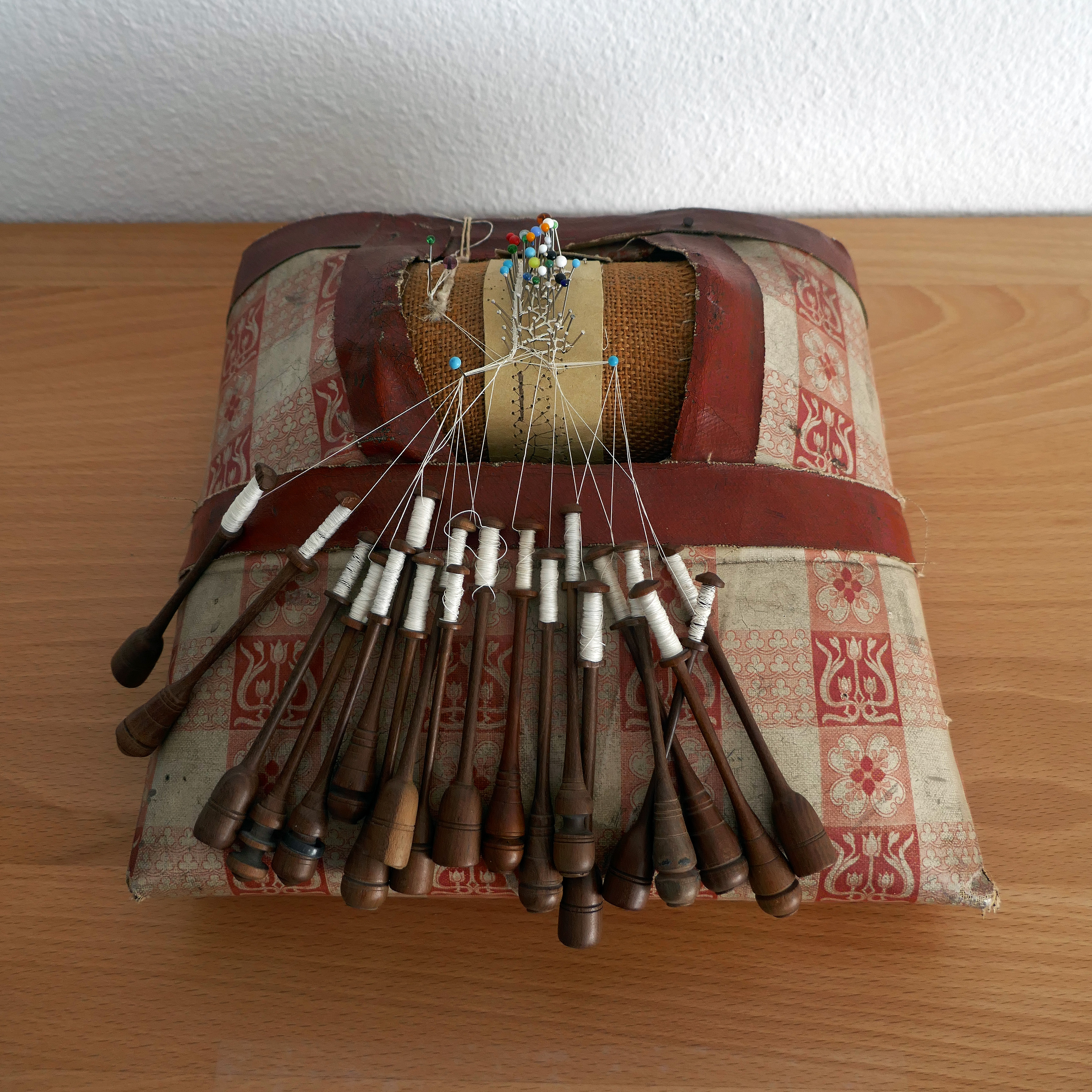
Carreau à rouleau pour la dentelle au mètre.

Elles se servent d’un carreau, sur lequel on fixe les piqûres, et de fuseaux en bois. Peu à peu la dentelle de Mirecourt s’est faite dentelle légère de lin, puis de coton, sur des dessins simples et élégants. L’art du dessin se développera grâce aux modèles de monsieur Dumont.
En 1834, l’utilisation du fil de coton en remplacement du fil de lin permet la production de produits plus fins et plus soignés. C’est une période de prospérité sans précédent.. La mécanisation porte un coup sévère et dès 1903 le déclin se fait sentir
La distribution du travail se fait de deux façons : soit le travail est livré aux ouvrières à leur domicile, certains jours à certaines heures fixées par avance, elles évitaient de se déplacer mais sont contraintes de respecter les délais impartis soit l’ouvrière se rend elle-même au dépôt. Les travaux ne sont pas tous payés de la même façon, en raison de leur difficulté.
Les jeunes filles sont la part importante de la main-d’œuvre à domicile dès 14-15 ans. Les femmes mariées en font une activité d'appoint. 
Pour les femmes seules (veuves ou célibataires), ce travail constitue la seule source de revenus. Elles poursuivent, plus que toutes les autres un besoin économique.

## La maison de la Dentelle de Mirecourt
Inaugurée le 16 novembre 1996, La Maison de la Dentelle est une exposition permanente témoignant du renouveau de la dentelle de Mirecourt. 
Elle fait revivre un patrimoine et est ouverte aux nouvelles créations de nos dentellières. C'est l'engagement de toutes les dentellières d'aujourd'hui, présentes tous les jours pour montrer leur savoir-faire.